# اتوره بلوتو
اتوره بلوتو (انگلیسی: Ettore Bellotto؛ ۱۸ فوریهٔ ۱۸۹۵ – ۱۱ اوت ۱۹۶۶) ژیمناست هنری اهل ایتالیا بود.